# Közös közbeszerzési szójegyzék
A közös közbeszerzési szójegyzék (angolul: Common Procurement Vocabulary, rövidítve: CPV) az Európai Unióban a közbeszerzések lebonyolításához használt egységes osztályozási rendszer.
A CPV célja a közbeszerzési szerződések tárgyára, azaz az árucikkekre, szolgáltatásokra és építési beruházásokra történő hivatkozások szabványosítása. A CPV-kód segítségével a közbeszerzési tárgyak egyszerűen jelölhető meg a közbeszerzési dokumentumokban, hirdetményekben és szerződésekben. A szabványos megjelölés CPV-kódból és megnevezésből áll, pl. 03111300-5 Napraforgómag.
A CPV-t 2006-ban vezették be, a jelenlegi rendszer 2008 óta van használatban.

## Osztályozási rendszer
A CPV főszójegyzéket (alapszójegyzéket) és kiegészítő szójegyzéket tartalmaz. A gyakorlatban általában elégséges a főszójegyzékből származó kód használata, ám ha szükséges, akkor emellett feltüntethető a kiegészítő kód is.

### Főszójegyzék
A főszójegyzék a szerződés tárgyának meghatározására szolgál.
A főszójegyzék 9 számjegyből áll. Maga a kód 8 számjegyű, amelyhez azonban egy további számjegyet is írnak abból a célból, hogy ellenőrizhető legyen, nem írták-e el a kódot. Az osztályozás a főszójegyzékben az alábbiakat követi:
- az első két számjegy határozza meg a felosztást (XX000000-Y)
- az első három számjegy határozza meg a csoportot (XXX00000-Y)
- az első négy számjegy határozza meg az osztályt (XXXX0000-Y)
- az első öt számjegy határozza meg a besorolást (XXXXX000-Y)

Az utolsó három számjegy még nagyobb pontosságot ad meg az egyes besorolásokon belül.
Az osztályozási rendszerben egy-egy árut, szolgáltatást vagy építési beruházást a CPV-kód és a hozzá kapcsolódó megnevezés jelöl. Példa:
| CPV-kód    | Megnevezés                                                                       |
| ---------- | -------------------------------------------------------------------------------- |
| 03000000-1 | Növénytermesztési, állattenyésztési, halászati, erdészeti és kapcsolódó termékek |
| 03100000-2 | Mezőgazdasági és kertészeti termékek                                             |
| 03110000-5 | Termény, bolgárkertészeti és kertészeti termék                                   |
| 03111000-2 | Vetőmag                                                                          |
| 03111100-3 | Szójabab                                                                         |
| 03111200-4 | Földimogyoró                                                                     |
| 03111300-5 | Napraforgómag                                                                    |

### Kiegészítő szójegyzék
A kiegészítő szójegyzék rendeltetése az, hogy további minősítő információkat adjon meg az adott áruról, szolgáltatásról vagy építési beruházásról. Ilyen minősítő lehet az anyag, a megjelenési forma, az alak, a csomagolás és a kezelés, az igazgatási jellegzetességek vagy a felhasználók, illetve a célcsoport.
Az egyes tételek alfanumerikus kódból és annak megfelelő kifejezésből állnak, ami lehetővé teszi a beszerzendő áru, szolgáltatás vagy építési beruházás jellegével vagy céljával kapcsolatos további részletek megadását. A alfanumerikus kód a következőket tartalmazza:
- első szint, amely egy fejezetnek megfeleltethető betűt tartalmaz
- második szint, amely egy csoportnak megfeleltethető betűt tartalmaz
- harmadik szint, ami két számjegyet foglal magában, és amely konkrét tulajdonságokat jelöl
- az utolsó karakter a hitelesítés célját szolgálja

Példa:
„A” fejezet: Anyagok
„A” csoport: Fémek és ötvözetek
AA01-1 Fém
AA02-4 Alumínium
AA03-7 Bronz
AA04-0 Vörösréz
A gyakorlatban a fő- és a kiegészítő kód a következőképpen használható:
| Főkód                      | Hozzáválasztott kiegészítő kód |
| -------------------------- | ------------------------------ |
| 18815200-7 Magasszárú cipő | EA04-4 Férfiaknak              |
|                            | AB19-6 Bőr                     |

## Használata
A CPV használata az Európai Unióban 2006. február 1-jétől kötelező. A 2008-as módosítása óta széles körben használják.
- A közbeszerzési hirdetményekben CPV-kód alapján történik a közbeszerzés tárgyának megjelölése, ami egyszerűsíti a közbeszerzési eljárások lebonyolítását, adminisztrálását.
- Mivel a hirdetményekben szabványos és egyszerű a közbeszerzési tárgyak megjelölése, ezért a hirdetménykezelő rendszerek jól használhatók üzleti lehetőségek keresésére [ilyen pl. a TED (Tenders Electronic Daily) vagy az elektronikus közbeszerzési rendszer].
- Az egységes osztályozási rendszer pontosabb állami és önkormányzati statisztikák készítését teszi lehetővé, illetve átláthatóbbá, hatékonyabbá teszi az állami és önkormányzati rendszerek gazdálkodását.

## Kapcsolódó jog
- A BIZOTTSÁG 213/2008/EK RENDELETE  (2007. november 28.) a közös közbeszerzési szószedetről (CPV) szóló 2195/2002/EK európai parlamenti és tanácsi rendelet módosításáról és a közbeszerzési eljárásokról szóló 2004/17/EK és 2004/18/EK európai parlamenti és tanácsi irányelvnek a CPV felülvizsgálata tekintetében történő módosításáról. EUR-Lex. (Hozzáférés: 2019. március 6.)
- A közbeszerzésekről szóló 2015. évi CXLIII. törvény. Wolters Kluwer, net.jogtar.hu. (Hozzáférés: 2019. március 7.)
- 44/2015. (XI. 2.) MvM rendelet a közbeszerzési és tervpályázati hirdetmények feladásának, ellenőrzésének és közzétételének szabályairól, a hirdetmények mintáiról és egyes tartalmi elemeiről, valamint az éves statisztikai összegezésről. Wolters Kluwer, net.jogtar.hu. (Hozzáférés: 2019. március 7.)

## Külső kapcsolatok
- Európai közbeszerzés. Kódok és nómenklatúrák. CPV. Európai Unió, SIMAP. (Hozzáférés: 2019. március 7.)
- TED (Tenders Electronic Daily). Európai Unió, SIMAP. (Hozzáférés: 2019. március 7.)
- Elektronikus közbeszerzési rendszer. Miniszterelnökség, NEKSZT Kft. (Hozzáférés: 2019. március 7.)